# K-口粮

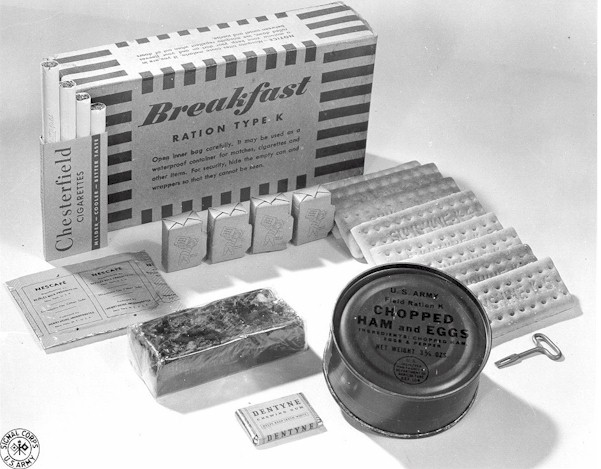
K口粮的早餐

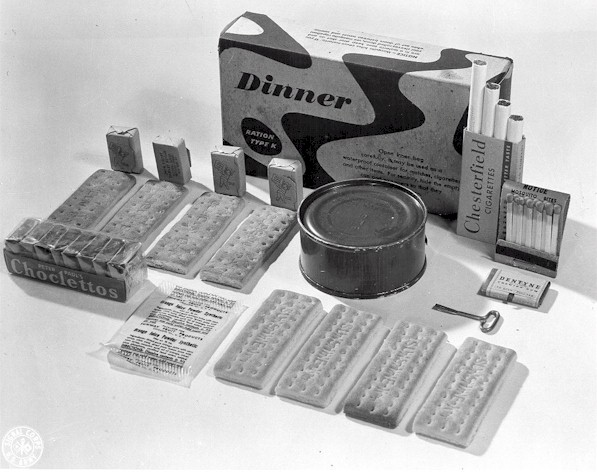
K口粮的晚餐

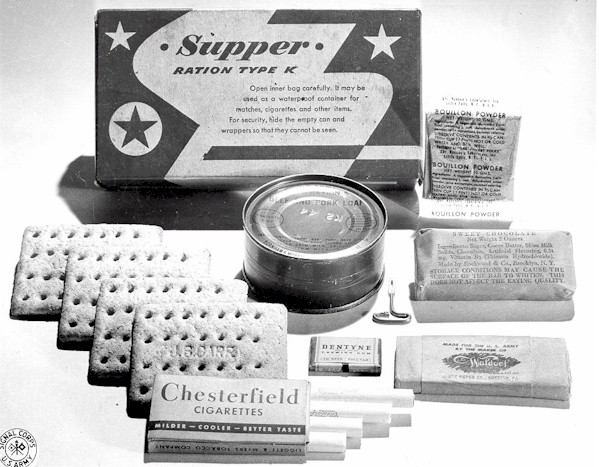
K口粮的夜宵

K-口粮（英語：K-ration）是一种单兵军用口粮，完整的一份可满足一名普通士兵一天的消耗。K-口粮在第二次世界大战中由美国陆军引入。但早期的K-口粮只配发给空降兵、坦克部队、摩托化部队等机动部队，供机动部队作为临时性的食物。一份完整的K-口粮包装在三个独立的盒子中，分为早餐、晚餐、夜宵（如右图所示）。

## 历史
美国陆军在1941年委托明尼苏达大学的安塞尔·凯斯教授研发一种不易变质、开袋即食的口粮，并要求口粮能够装入士兵的口袋，作为士兵的短期内临时性单兵口粮。之后，凯斯教授到当地的超市中选购了一些廉价但高热量的食品，其中包括了硬饼干、干腊肠、硬糖和条状巧克力。之后他便用这些食品搭配了一个871g（合28盎司）包含3200卡路里（合13,400kJ）的套餐，在附近的军事基地中挑选了6名士兵进行试验。这些食物只得到了士兵“味道凑合”和“总比没有强”等评语。虽然味道不佳，但能成功消除士兵饥饿，并提供足够的热量。不过研发之初，K-口粮只是用来满足单兵的短期临时需要，在设想中，士兵最多只要吃15顿K-口粮应付一下，之后就能有相对新鲜、可口的A-口粮或B-口粮吃了。K-口粮装备部队以后，很快便获得了“空降兵口粮”的称谓，因为空降部队最早试验性地配发了K-口粮。
之后，真正的K-口粮的原型是后勤研究实验室（Subsistence Research Laboratory）应美国陆军航空兵的要求研发的一种针对空降兵用能装入口袋的口粮。其具有两个原始样品，其中一个版本中包含肉饼饼干、花生酱、葡萄干和汤包，另一个版本中包含了肉饼饼干、一小块D-口粮（块状巧克力）、肉罐头和速溶柠檬粉，而这两个版本的包装是相同的，即早餐、正餐、晚餐都装入同一个包装中，而这两个方案之后獲采纳并作为标准。军需部改变了其中的一些设计，并将这种口粮命名为K-口粮。最终的定型版本中每天的套餐里包含了2830卡路里的热量。第一批正式生产的K-口粮在1942年五月出厂。K-口粮"K"字母只是用来区分其它型号的口粮，但有流言说「K」意为它的研发者凯斯教授。
K-口粮最早在1942年发现已经实验性地装备了空降部队，早期的使用报告还大加赞赏K-口粮丰富的口味种类和便于携带的轻量化设计。但K-口粮在极端恶劣条件下仅仅进行了极为有限的试验，如在巴拿马丛林中的试验仅仅进行了三天，原计划的行军根本没有完成，而且行军还主要在路况良好的道路上，而非真正的雨林中，行军的速度也只有每天11英里。测试部队中每人携带一份K-口粮、武器、雨衣、半边的双人帐篷和一夸脱的水壶。除此之外，没有对这些士兵进行更多的试验，比如带有大量弹药和水的急行军试验。第三天结束后，对参与试验的士兵进行了称重，并没有检测到异常的体重下降，K-口粮至少看起来是成功通过了测试。而这次试验的结果之后成为了取消山地口粮和雨林口粮研发的依据。当初K-口粮只是用于最为紧急口粮使用的，但军需部的军官们将当初的设想抛到了一边，直到战争结束，军需部仍然以当年的巴拿马试验结果为依据，坚持K-口粮可以满足前线士兵的所有食物需求。而紧急口粮的设想之后被完全抛弃，在美国参战后，K-口粮大量进入陆军服役。
在经历整个二战的使用后，美军对K-口粮提出了诸多批评，其中最为主要的是K-口粮中热量与维生素的不足。而且长时间食用K-口粮会引起对K-口粮的过度依赖，并感到三餐的过度单调。并且先前针对K-口粮的研究仅限于较为轻松的作战，并没有考虑到战时，士兵进行诸如高强度作战、挖战壕、急行军等高强度活动，造成K-口粮对于高强度作战的士兵而言热量过低。而且在高海拔或丛林中作战的士兵需要比在低海拔作战的士兵多得多的热量，但即便是在高海拔地区或丛林执行作战任务的部队，也同样按照每人每天一份的定额配发K-口粮。

## 评价和战场的报告
C-口粮是仅有的一种能够与K-口粮相比及的军用口粮，C-口粮中包含了6个罐头，能够为士兵提供更多的能量，但C-口粮更重，而且口味种类远远少于K-口粮。
在美军加入欧洲战区后，美国陆军发现前线部队很快就厌倦了K-口粮，甚至需要强制士兵食用K-口粮。而且K-口粮作为一种紧急口粮，其中只提供800-1200卡路里的热量，这少于前线高强度作战士兵的所需，这个缺点在高热或高寒地带作战的部队身上表现的尤为明显，甚至个别士兵出现了严重的营养不良的症状。
而在中缅印战区，K-口粮也受到了一些批评，由于后勤补给的困难，前线的美军、中国远征军、英军只能依靠K-口粮作为主要食物，持续时间甚至达到了5个月，因为如大米、果酱、面包、糖、肉罐头只能通过空投补给才能供应给前线部队。前线部队的食物中，K-口粮的比重达到了80%，造成了士兵严重的体重下降以及维生素缺乏，并引起了热带疾病患病率的上升。
K-口粮中的某些成分味道不佳，如肉餅餅乾、肥猪肉条、乏味的花生醬和极酸的柠檬粉，士兵们常常丢掉这些东西，进一步减少了K-口粮中包含的热量，经常需要为士兵增加D-口粮和新鲜橘子来补充热量和维生素。
二战结束前，数以百万计的K-口粮生产了出来，但很快军队就对它失去了兴趣。战后美军的补给计划中，准备仅使用单一的罐装湿式口粮（最初是早期的C-口粮），之后发展出了类似的罐装口粮，例如MCI口粮，通过这样的举措来降低采购和储存的费用。在1948年，C-口粮改进后，K-口粮退役，生产合同被取消，大量的K-口粮库存為用作援助外国平民。

## 包装
K-口粮早期包装在以黑花字体印刷的棕褐色矩形包装盒中。外盒的顶部印有"US ARMY FIELD RATION K"的字样。在每个餐单元内盒（早餐、午餐、晚餐单元）上印有B、D或S字样。其中B代表早餐，D代表正餐，S代表晚餐。尽管最初设计者期望使用者按照这个顺序食用，但通常情况下，士兵不会按照这个顺序食用。
之后的“士气系列”则有特别的包装设计，可以通过底部的彩色代码来和普通版本相区分。早餐盒为写有「B」字母的棕色盒子，午餐盒为写有「D」的蓝色盒子，晚餐盒为写有「S」的草绿色盒子。最早版本的K-口粮的外盒经过化学方法处理，并具有防水功能，来防止内部的食物受到破坏。而防水处理使用的方法是在纸盒上打蜡，这使得纸盒具有可燃性，后来士兵们发现这个性能可以用来生个火煮咖啡。
开胃菜则装在一个很小的圓型罐头中，罐头为绿色，字体为黑色，并附有一个开罐器，外包装外形尺寸为7.5×7×3.7cm。

## 菜单
- 早餐单元：罐装小牛肉（早期版本），罐装切片鸡蛋火腿（所有后续版本），饼干，葡萄糖或麦乳精片（早期版本），果脯条，预先混合的燕麦片（后期的版本），净水片，一包四支装香烟，口香糖，速溶咖啡，糖（颗粒状、立方状或压缩饼状）。
- 午餐单元：罐装午餐肉（早期版本），罐装美国奶酪，瑞士奶酪（奶酪在所有后续版本中均存在），培根，饼干，麦乳精（早期版本）或5块焦糖（后期版本），糖（颗粒状或立方装或压缩饼状），盐包，一包四支装香烟，一包火柴，口香糖和一包粉状饮料包（柠檬(1940),橘子(1943),葡萄(1945)口味）。
- 晚餐单元：罐装肉，包含熏香肠（早期版本），混有胡萝卜和苹果的午餐肉（套餐1），牛肉和猪肉条（套餐2），饼干，一块2盎司（57g）的D-口粮紧急巧克力或者热带巧克力或民用甜巧克力，一包厕纸，一包四支装香烟，口香糖，块状浓缩汤和饮料粉包。